# Hjemmeværn i Forum
Hjemmeværn i Forum er en dansk dokumentarisk optagelse fra 1957.

## Handling
Hjemmeværn afholder et festarrangement i Forum i København i 1957. Til arrangementet er der koncert med et militærorkester.